# التحام (لغويات)
الالتحام يطلق في اللغويات على ترابط الأفكار في الذهن وعلى تماسك أجزاء الكتابة.